# 栃木県道272号県民の森矢板線
栃木県道272号県民の森矢板線（とちぎけんどう272ごう けんみんのもりやいたせん）は、栃木県矢板市にある県道である。同市下太田地区と同市県民の森管理事務所を結ぶ県道である。

## 概要
- 延長：10.594km
- 始点：栃木県矢板市長井（県民の森）
- 終点：栃木県矢板市下太田（下太田交差点=栃木県道30号矢板那須線交点）
- 指定：1974年（昭和49年）3月29日